# Сопроводительный адрес

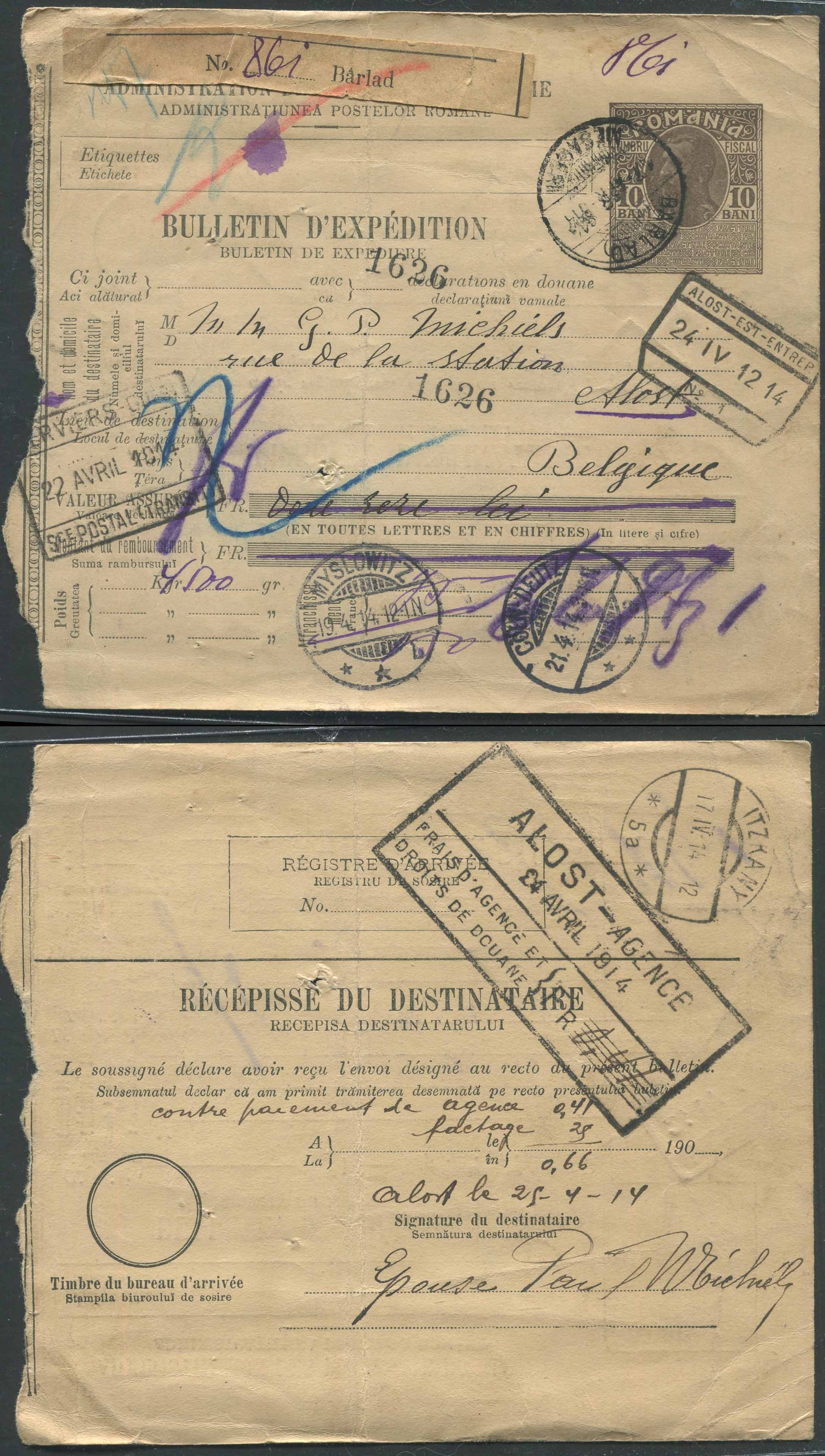
Сопроводительный адрес к посылке, отправленной из Бырлада (Румыния) в Бельгию (1914)

Сопроводи́тельный а́дрес (фр. bulletin d'expédition; в английском языке иногда также употребляется термин «parcel card» — «посылочная карточка») — почтовый бланк-формуляр установленной формы, который служит для указания адресов отправителя и получателя некоторых категорий почтовых отправлений (посылок и т. д.).

## Описание
Сопроводительный адрес к посылке пересылается вместе с посылкой и вручается одновременно с ней, либо может указывать получателю, что посылку можно забрать в местном почтовом отделении.
Сопроводительные адреса следует отличать от адресных листков, поскольку они не наклеиваются, а прилагаются к пересылаемым почтовым отправлениям.
В некоторых странах на сопроводительные адреса наклеиваются почтовые марки для оплаты стоимости пересылки почтовых отправлений. Такая практика, в частности, существовала в СССР до 1929 года. Известны сопроводительные адреса с напечатанными на них знаками почтовой оплаты.

## История
Сопроводительные адреса к посылке были введены после учреждения Всемирным почтовым союзом международной службы посылок, которая заработала 1 октября 1881 года, согласно подписанному в 1880 году Парижскому договору (Великобритания, Индия, Нидерланды и Персия присоединились к нему 1 апреля 1882 года).

## Коллекционирование
Сопроводительные адреса с напечатанными (цельные вещи) или наклеенными на них знаками почтовой оплаты (целые вещи), а также с оттисками различных почтовых штемпелей и штампов являются признанными объектами коллекционирования у филателистов.